# The Three Musketeers (1948)
The Three Musketeers is een Amerikaanse kleurenfilm uit 1948, met Gene Kelly. Het is een van verschillende, zo niet vele, verfilmingen van het bekende boek van Alexandre Dumas père.
Het is mogelijk wel de meest uitbundige verfilming, vol met acrobatiek, galopperende paarden, wapperende mantels, etc. Door de kleurstelling van de kostuums (toegespitst op de gebruikte filmsoort: Technicolor) en één gedeelde hoofdrolspeler doet de film wel iets denken aan The Wizard of Oz. Niettemin wordt het verhaal in het boek vrij getrouw gevolgd: de creatieve fantasie zit in de theatrale manier van uitbeelding.

## Verhaal
Als in het boek: het verhaal speelt in het Frankrijk van 1625. De onervaren D'Artagnan trekt naar Parijs om musketier te worden. Door zijn vechtkunsten lukt het hem om bij de vertrouwelingen van de koning te komen: Athos, Porthos en Aramis. Samen nemen ze het op tegen kardinaal de Richelieu.

## Rolverdeling
| Acteur          | Personage           |
| --------------- | ------------------- |
| Lana Turner     | Milady de Winter    |
| Gene Kelly      | D'Artagnan          |
| June Allyson    | Constance Bonacieux |
| Van Heflin      | Athos               |
| Angela Lansbury | Anna van Oostenrijk |
| Frank Morgan    | Koning Louis XIII   |
| Vincent Price   | Richelieu           |
| Gig Young       | Porthos             |
| Robert Coote    | Aramis              |
| Ian Keith       | Rochefort           |
| Reginald Owen   | De Treville         |